# Bundesarbeitsgemeinschaft Schulpraktische Studien
Die Bundesarbeitsgemeinschaft Schulpraktische Studien (BaSS) ist das deutsche Expertengremium für die Konzeption, die inhaltliche und organisatorische Ausgestaltung sowie für die Qualitätsentwicklung schulpraktischer Studien in der universitären Lehrerbildung. In ihr sind die mit der Entwicklung schulpraktischer Studien Betrauten (Praktikumsbüros, Praktikumsämter, Zentren für Lehrerbildung, Kompetenzzentren, …) der lehrerbildenden Universitäten und Hochschulen in Deutschland organisiert.
Die BaSS wurde in den 1970er-Jahren ins Leben gerufen, nachdem in den meisten Bundesländern die Pädagogischen Hochschulen in die Universitäten integriert worden waren. Sie erwuchs aus dem Bedürfnis der „Praktikumsbeauftragten“ einerseits sich über die Vielfalt bestehender schulpraktischer Studienelemente zu informieren, auszutauschen und für den eigenen Studienstandort nutzbar zu machen.
Die BaSS wird auf Bundesebene durch einen Vorstand geleitet.
Um ihre Ziele zu verwirklichen, bedient sich die BaSS folgender Mittel:
1. In den jährlichen Tagungen steht ein aktuelles Thema rund um die Ausgestaltung der schulpraktischen Studien im Mittelpunkt. Neben den Mitgliedern nehmen auch externe Experten als Referenten und Diskussionspartner sowie an der Lehrerbildung Interessierte daran teil. Die Tagungen finden in jährlich wechselnden Universitäten statt und dauern in der Regel dreieinhalb Tage.
2. In der Schriftenreihe der Bundesarbeitsgemeinschaft Schulpraktische Studien werden die wichtigsten Tagungsergebnisse sowie Forschungsergebnisse rund um Schulpraktika der Fachöffentlichkeit zugänglich gemacht. Die Schriftenreihe erscheint seit 2006 jährlich im Leipziger Universitätsverlag.
3. Die BaSS nimmt zu je aktuellen zentralen Fragender Lehrerbildung und insbesondere zu schulpraktischen Studien Stellung. Die gemeinschaftlich erarbeiteten Stellungnahmen werden der Fachöffentlichkeit zugänglich gemacht, darüber hinaus sind sie online abrufbar.
4. In temporären Arbeitsgemeinschaften werden aktuelle Themen vertieft diskutiert. Dazu werden nötigenfalls auch externe Experten berufen. Die Arbeitsergebnisse werden mit allen BaSS-Mitgliedern abgestimmt, gegebenenfalls werden sie in einer Stellungnahme (siehe 3.) zusammengefasst.